# Chipiu de Tucuman
Poospiza baeri
Espèce
Synonymes
- Poospiza baeri

Statut de conservation UICN

 VU B1ab(iii,v);C2a(i) : Vulnérable
Le Chipiu de Tucuman (Poospiza baeri) est une espèce de passereau appartenant à la famille des Thraupidae.

## Répartition et habitat
On le trouve au sud de la Bolivie et au nord-ouest de l'Argentine. Il vit dans les ravins semi-humides à semi-arides et les berges des cours d'eau entre 2 000 et 3 400 m d'altitude.